# جیسون گریفیت
جیسون گریفیت (انگلیسی: Jason Griffith؛ زادهٔ ۲۶ نوامبر ۱۹۸۰) یک هنرپیشه اهل ایالات متحده آمریکا است.